# Manuel Zarzo
Manuel López Zarza dit Manuel Zarzo, né le 26 avril 1932 à Madrid et mort dans la nuit du 16 au 17 juin 2025 à Pozuelo de Alarcón, est un acteur espagnol.

## Biographie
Manuel Zarzo est apparu dans plus de 150 films depuis 1951.

## Filmographie partielle

### Cinéma
- 1960 : Les Voyous de Carlos Saura - Julián
- 1963 : Le Jaguar (El llanero) de Jesús Franco : Carlos
- 1963 : La 317e Section de Pierre Schoendoerffer - caporal Perrin
- 1965 : Sept Hommes en or (Sette uomini d'oro) de Marco Vicario - Alfonso
- 1966 : Mademoiselle de Maupin de Mauro Bolognini - le sergent recruteur
- 1966 : Les Tueurs de l'Ouest d'Eugenio Martín - Marty Hefner
- 1966 : Sept Écossais du Texas (Sette pistole per i MacGregor) de Franco Giraldi - David McGregor
- 1968 : Nos héros réussiront-ils à retrouver leur ami mystérieusement disparu en Afrique ? d'Ettore Scola - Pedro Tomeo
- 1968 : Un train pour Durango (Un treno per Durango) de Mario Caiano - Heraclio
- 1968 : Commando suicide (Commando suicida) de Camillo Bazzoni : Sorrel
- 1969 : Texas de Tonino Valerii - Nick
- 1970 : Drame de la jalousie d'Ettore Scola - Ugo
- 1971 : La Grande Chevauchée de Robin des Bois de Giorgio Ferroni - Will Scarlet
- 1972 : Folie meurtrière de Tonino Valerii - brigadier Bozzi
- 1972 : Les Deux Visages de la peur (Coartada en disco rojo) de Tulio Demicheli - Félix
- 1973 : Le Conseiller d'Alberto De Martino - Dorsiello
- 1973 : Fuori uno sotto un altro, arriva il Passatore de Giuliano Carnimeo - Casadei
- 1977 : Mon « Beau » légionnaire de Marty Feldman - légionnaire
- 1980 : L'Avion de l'apocalypse d'Umberto Lenzi - colonel Donahue
- 1982 : La Ruche de Mario Camus - Consorcio López
- 1983 : Dans les ténèbres de Pedro Almodóvar - prêtre
- 1983 : Cris de panique de Paul Naschy - Dr Lacombe
- 1984 : Les Saints innocents de Mario Camus - don Manuel, le docteur
- 1985 : Stico de Jaime de Armiñán
- 1987 : El Lute, marche ou crève de Vicente Aranda - policier
- 2004 : Tiovivo c. 1950 de José Luis Garci - Rueda
- 2004 : El Lobo de Miguel Courtois - Matías

### Télévision
- 1998 : Ma première nuit de Miguel Albaladejo - taxi
- 2004 : Hospital Central - Agustín Méndez